# Спиркин, Александр Георгиевич
Алекса́ндр Гео́ргиевич Спи́ркин (24 декабря 1918, с. Чиганак, ныне Аркадакский район, Саратовская область — 28 июня 2004, Москва) — советский и российский философ

. Специалист в области диалектического и исторического материализма, философских проблем психологии и кибернетики. Доктор философских наук, профессор (1970), член-корреспондент АН СССР (с 1974 года), затем РАН. Ученик А. Ф. Лосева.

## Биография
Вырос в родном селе.
В 1941 году окончил Московский государственный педагогический дефектологический институт (МГПДИ, ныне — факультет МПГУ). С июля по ноябрь 1941 года находился на трудовом фронте под Смоленском.
По сфабрикованному делу был арестован за «шпионаж» (по мнению Вячеслава Шестакова, Спиркина арестовали за неосторожную фразу «над нами только немецкие самолёты»; сам же Спиркин указывает в своих воспоминаниях, что его посадили по доносу соседки за высказывание «Сталин — жестокий человек») и в 1941—1945 годах находился в заключении (реабилитирован в 1957 году).
В 1945—1946 годах работал научным сотрудником в Институте неврологии Академии медицинских наук СССР. В 1946—1952 годах научный сотрудник Института философии Академии наук СССР. Кандидатская диссертация (1948) посвящена проблемам социальной психологии в трудах Г. В. Плеханова; докторская диссертация (1959) — проблеме происхождения сознания.
С 1946 года преподавал философские и психологические дисциплины в высших учебных заведениях Москвы. 20 июня 1950 года в газете «Правда» появилась работа Сталина «Марксизм и вопросы языкознания». Спиркин написал вопросы к статье и решил эти вопросы послать Сталину, но, учитывая факт своего тюремного заключения в первой половине 1940-х, он послал письмо с вопросами за подписью своей жены Екатерины Крашенинниковой. По воспоминаниям философа, Крашенинникова после получения ответа Сталина оказалась в центре внимания советской интеллигенции того времени, защитила докторскую диссертацию (пропустив защиту кандидатской). Академик Г. Ф. Александров, будучи в то время директором Института философии АН СССР, назначил её заведующей кафедрой немецкого языка[уточнить]. После смерти Сталина Крашенинникова была уволена с кафедры.
В 1952—1953 годах был деканом дефектологического факультета Московского заочного педагогического института.
С 1954 года работал в издательстве «Советская энциклопедия», где в 1960—1970 годах заведовал редакцией философии, а также был заместителем главного редактора Философской энциклопедии академика Ф. В. Константинова. В 1968 году издательством «Мысль» было выпущено учебное пособие по диалектическому материализму, где Спиркин один из соавторов.
В 1962—1978 годах был старшим научным сотрудником Института философии АН СССР, в 1978—1982 годах заведовал сектором диалектического материализма, а с 1982 года работал главным научным сотрудником там же. 26 ноября 1974 года Отделение философии и права АН СССР присвоило А. Г. Спиркину звание члена-корреспондента АН СССР по философии (впоследствии член-корреспондент РАН).
В 1962—1981 годах — председатель секции философских проблем кибернетики Научного совета по кибернетике при Президиуме АН СССР. В 1971—1975 годах — вице-президент Философского общества СССР.
В 1978 году участвовал в передаче "Очевидное — невероятное", тема выпуска которого была о возможностях человека[значимость факта?].
В 1982 году прочитал в МГУ почти четырёхчасовую лекцию по парапсихологии, где утверждал, что биополе является излучением, генерируемым живой системой, что после ухода человека остается каркас его биополя и по этому каркасу можно многое сказать о нём, популяризовал имена и пропагандировал деятельность таких экстрасенсов, как Е. Давиташвили, Н. Кулагина, Р. Кулешова.
В 1979—1984 годах заведовал лабораторией биоинформации при Обществе радиотехники, электроники и связи имени А. С. Попова.
В 1980 году известный диссидент и антисталинист Антон Владимирович Антонов-Овсеенко в своей книге «Портрет тирана» обвинил Спиркина в провокаторстве и заявил, что тот оклеветал его при очной ставке в 1940-е годы. Впоследствии в своих воспоминаниях, опубликованных в журнале «Вестник» в 1997 году, Спиркин опровергал эти обвинения.
С 1960-х годов публиковал популярные учебники по философии. Рукопись учебника «Основы философии» была удостоена премии на Всесоюзном конкурсе учебников для студентов высших учебных заведений. В 1990 году этот учебник вышел на английском языке в издательстве «Прогресс», а после распада СССР был переиздан на русском языке в существенно переработанном виде.
Награждён Орденом Почёта (2003) "за достигнутые трудовые успехи и многолетнюю плодотворную работу".

## Философия
Важнейшая проблематика научных исследований Спиркина связана с разработкой фундаментальной философско-психологической теории сознания и самосознания. Философом анализировались проблемы происхождения и развития сознания и языка; общения и взаимного понимания людей, эпох и культур; истории гносеологии в западноевропейской, восточной и русской философской мысли; сознательного и бессознательного; рациональных и интуитивных форм постижения действительности; паранормальных состояний сознания и подсознания; сознания, знания и веры; особенностей религиозного сознания и опыта; проблемы чуда; феномена ясновидения и других экстрасенсорных способностей. Разрабатывались также понятия творческой личности, одаренности и её уровней: «талант» и «гений».
Немаловажное место в его работах занимает исследование философских проблем человека: человека как личность; личность в зеркале своего "Я"; уникальность человека.
Также были исследования по метафилософской тематике.            
Будучи студентом МГПДИ, Спиркин в течение трёх лет занимался в Сухумском питомнике исследованием поведения обезьян с целью прояснения биологических оснований возникновения человека. С начала 80-х годов XX века философ выдвигал идею критического пересмотра в марксистской философии упрощённых взглядов об эволюционной природе человека и его разума, основания которой заложены в царстве животных. Полагая более близкими к истине идеи катастрофизма и креационизма, философ не исключает принцип эволюционизма и гипотезу Дарвина о происхождении человека от обезьяноподобного предка. Также Спиркин нашёл несостоятельной мысль Энгельса о роли труда в процессе эволюции человека, обосновывая это тем, что «труд — это сущностная характеристика именно человека, а не обезьяны». Отклоняя примат материи и побочность сознания, Спиркин ставит и мотивирует идею совечно единого сущего, в котором человек есть существо космическое, биологическое, социальное и разумное. Бог, по Спиркину, понимается «как универсально - смысловой, формообразующий и регулятивный принцип всего сущего (Абсолют)», а значит верить в него необходимо, иначе без веры теряется смысл человеческого бытия и бытия вообще.
Спиркин считал, что в содержании философского мировоззрения кроется древнейшая идея судьбы. По мнению Спиркина, «размышлять и писать о судьбе — значит рыться в темных глубинах сокрытого с сомнительной надеждой схватить щупальцами мысли суть дела: но не думать об этой сути невозможно!»
В книге «Философия» Спиркин переосмыслил историю философии, показав несостоятельность истории философии как истории борьбы материализма с идеализмом; по-новому излагаются проблемы религии, социальной философии и историософии. Критическому анализу подвергаются различные виды тоталитаризма.[7] Там же Спиркин определял философию как «теоретическое ядро мировоззрения», которое делил на идеалистическое и материалистическое. Категории бытия и реальности он воспринимал как синонимы.